# Myśliborzyce (Opole)
Pour les articles homonymes, voir Myśliborzyce.
Myśliborzyce est une localité polonaise du gmina de Lubsza et située dans le powiat de Brzeg (voïvodie d'Opole).